# STS-51-F
STS-51-F (ang. Space Transportation System) (Spacelab 2) – dziewiętnasta wyprawa w ramach programu lotów amerykańskich wahadłowców. W misji wziął udział wahadłowiec kosmiczny Challenger, był to ósmy lot tego wahadłowca. Był to jednocześnie pięćdziesiąty lot załogowy USA.

## Załoga
źródło dla sekcji: 
- C. Gordon Fullerton (2)*, dowódca (CDR)
- Roy D. Bridges, Jr. (1), pilot (PLT)
- F. „Story” Musgrave (2), specjalista misji 1 (MS1)
- Anthony England (1), specjalista misji 2 (MS3)
- Karl Henize (1), specjalista misji 3 (MS1)
- Loren W. Acton (1), specjalista ładunku 1 (PS1)
- John-David F. Bartoe (1), specjalista ładunku 2 (PS2)

### Załoga rezerwowa
- George W. Simon (0), specjalista ładunku 1
- Diane K. Prinz (0), specjalista ładunku 2

*(liczba w nawiasie oznacza liczbę lotów odbytych przez każdego z astronautów)

## Parametry misji
źródło dla sekcji: 
- Masa:
  - startowa orbitera: 114 590 kg
  - lądującego orbitera: 98 307 kg
  - ładunku: 15 603 kg
- Perygeum: 203 km
- Apogeum: 337 km
- Inklinacja: 49,5°
- Okres orbitalny: 89,9 min

## Cel misji
źródło
Prowadzenie obserwacji astronomicznych i astrofizycznych w laboratorium Spacelab-2. Większość jego oprzyrządowania naukowego służyła do obserwacji Słońca i wiatru słonecznego. Prowadzenie badań z dziedziny biomedycyny kosmicznej.

## Przebieg misji

### Start
Pierwsza próba startu 12 lipca 1985 roku nie powiodła się, gdyż komputer wkrótce po zapłonie silników wyłączył je.

Ostatecznie start odbył się 29 lipca 1985 roku. Przez 5 minut i 45 sekund przebiegał prawidłowo. Po tym czasie został wyłączony jeden z trzech silników głównych – SSME. Gdyby wyłączenie nastąpiło 33 sekundy wcześniej, Challenger nie byłby w stanie osiągnąć trwałej orbity wokółziemskiej. Po skoku nad Atlantykiem musiałby lądować awaryjnie w Saragossie w Hiszpanii. Pozostałe silniki pracowały nadal i szansa na powodzenie misji rosła. By odciążyć prom, wyrzucono około 2000 kg z zapasu 11 000 kg materiałów pędnych dla silników OMS. Dodatkowy nieplanowany manewr tymi silnikami pochłonął dalsze 750 kg paliwa i utleniacza. Ostatecznie Challenger znalazł się na orbicie, lecz przebiegającej 71 km niżej (311–301 km), niż planowano. Nachylenie orbity wyniosło 49,5°. Jak się później okazało przyczyną kłopotów była nie awaria silnika SSME nr 1, a czujników temperatury w pompie turbinowej podającej ciekły wodór do komory spalania. Wadliwie działające czujniki sygnalizowały wzrost temperatury turbiny powyżej 1071 °C, co groziłoby jej uszkodzeniem, a w konsekwencji także całego pojazdu.

### Misja
Tymczasem rozpoczęto wysiłki, by uratować naukowy charakter misji. W związku z mniejszą wysokością orbity trzeba było zaktualizować program badań i przeprogramować komputery. Przesłano w tym celu na pokład wahadłowca rekordową w historii wypraw STS liczbę 12 932 instrukcji zmieniających programy komputerowe oraz zapełniono poleceniami dla załogi 140 m papieru dalekopisowego. Z kolei dane naukowe napływające ze Spacelaba 2 zostały zarejestrowane na około 430 km taśm magnetycznych. Za pomocą teleskopu słonecznego zarejestrowano w ciągu 16 godzin (pierwotnie planowano 50 godzin) planowane 12 000 obrazów Słońca o wysokiej rozdzielczości. Zebrano więcej informacji niż podczas trwających 171 dni obserwacji prowadzonych przez załogi stacji kosmicznej Skylab.
Z kolei teleskop sprzężony ze spektrografem dostarczył 4150 zdjęć metodą fotograficzną. Zebrano je w ciągu 20 okrążeń Ziemi. W ciągu poprzednich lat za pomocą rakiet sondażowych przeprowadzono podobne badania, lecz ich łączny czas obserwacji wyniósł zaledwie 16 minut.
Niestety, nie wszystkie doświadczenia i pomiary przebiegały pomyślnie. Część danych miała mniejszą dokładność, w związku z mniejszą wysokością orbity. Szereg przyrządów odmawiało posłuszeństwa – system pozycjonowania przyrządów astronomicznych IPS udało się uruchomić dopiero w ostatniej dobie – przedłużonej z siedmiu do ośmiu dni – wyprawy. Okazało się, że w programach komputerowych były błędy, które stopniowo wykrywano i korygowano.
Ostatecznie NASA i współpracujące z nią instytucje naukowe USA i innych krajów oceniły misję Spacelaba 2 wieńczącą ośmioletni okres przygotowań pozytywnie. W międzynarodowych badaniach Słońca, których częścią była misja Spacelaba 2 brały udział – wśród około 50 placówek na całym świecie – także Instytut Astronomiczny Uniwersytetu Wrocławskiego i Centrum Badań Kosmicznych Polskiej Akademii Nauk, prowadząc badania porównawcze.
Lot STS-51-F zakończył się po 127 okrążeniach Ziemi lądowaniem w Kalifornii. Dla zmniejszenia prędkości w czasie powrotu na Ziemię Challenger zużył resztki materiałów pędnych. Powrót przez atmosferę odbywał się szerokimi zakosami, by zniwelować odchylenia płaszczyzny orbity od lądowiska, wynoszące około 1120 km.